# Malcolm (Ontario)
Pour les articles homonymes, voir Malcolm.
Malcolm est une ville fantôme du comté de Bruce, en Ontario, situé dans la municipalité de Brockton (Ontario).

## Historique
Dans les années 1850, un ensemble d’habitations se crée autour de l'église presbytérienne construite en 1859 et la communauté est nommé Malcolm en l'honneur d'un des premiers habitants, John Malcolm,. Malcolm possède, dans les années 1870, un bureau de poste, une école et deux hôtels et compte 85 habitants en 1871, puis 60 en 1876. Dès la fin des années 1890, la population migre vers l'ouest du Canada, l'absence de ligne de chemin de fer étant une des causes de l'abandon de la ville. Le bureau de poste ferme en 1913 et l'église en 1923.

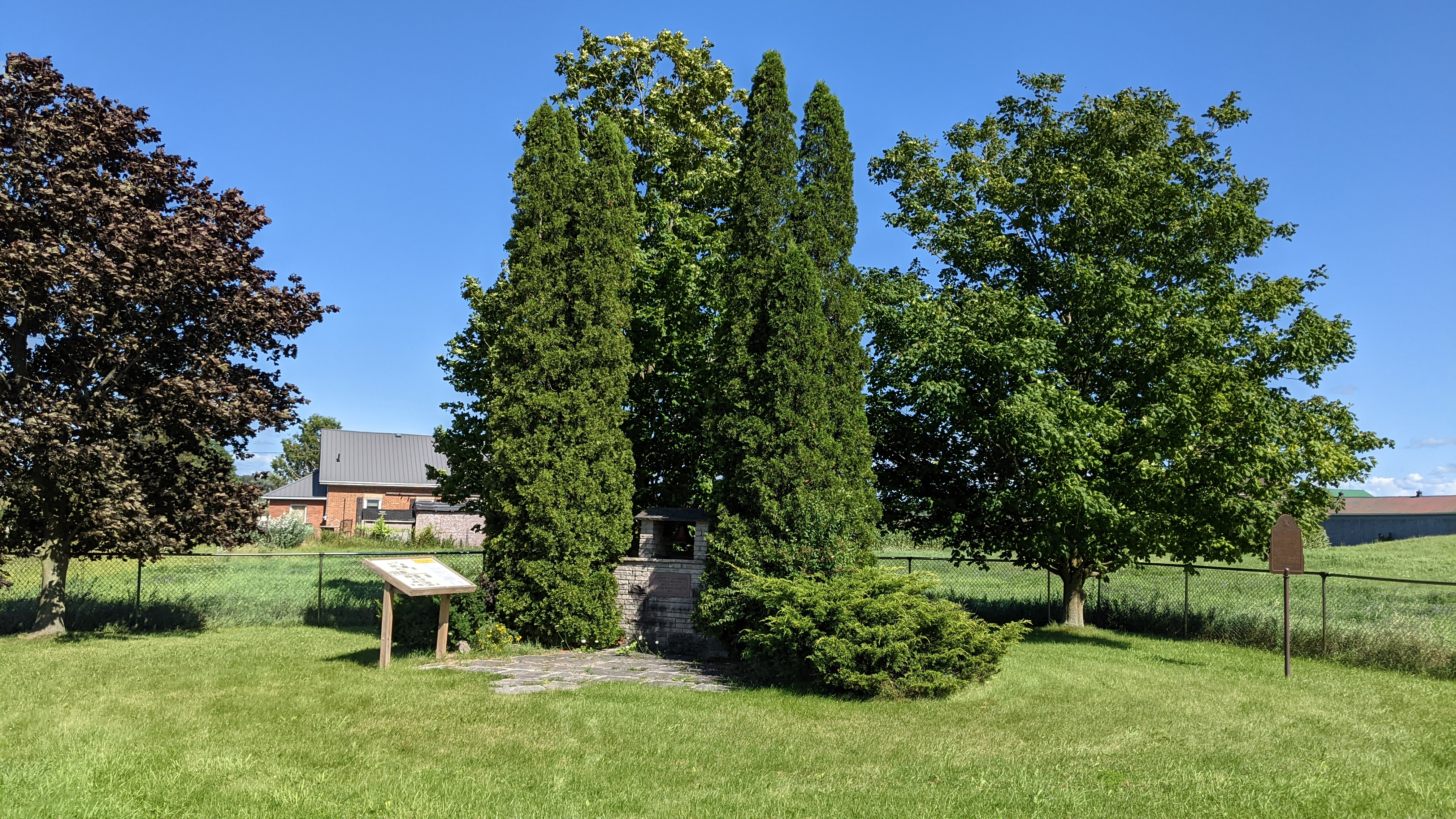
Monument en mémoire des habitants de Malcolm.

Il ne reste aujourd'hui de Malcolm que le cimetière et un bâtiment d’habitation qui était auparavant l'école du hameau. Un cairn a été érigé en 1967 par la Malcolm Women's Institute en mémoire des pionniers de Malcolm.